# Ponte do Guadiana (Ramal de Moura)
A Ponte do Guadiana, também conhecida por Ponte Ferroviária do Guadiana, é uma antiga infraestrutura rodo-ferroviária no Concelho de Beja, que transportava o Ramal de Moura e a Estrada Nacional 260 sobre o Rio Guadiana, no concelho de Beja, em Portugal. Encontra-se encerrada ao serviço, para ambos os tipos de tráfego.

## Descrição
A ponte localiza-se na freguesia de Quintos, ao PK 24,7 do Ramal de Moura.[carece de fontes?]
Originalmente, era de função tanto ferroviária como rodoviária, estando integrada na Estrada Nacional 260. Era considerada como uma passagem de nível, podendo ter sido uma das maiores da Europa.
Apresenta um tabuleiro tabuleiro metálico com cerca de 280 m de comprimento, assente em sete pilares de pedra.[carece de fontes?]

## História

### Inauguração
A ponte foi atravessada pela primeira vez por uma locomotiva em 22 de Março de 1878, tendo sido aberta ao serviço em 20 de Abril do mesmo ano, quando foi inaugurada a linha férrea até à estação de Serpa-Brinches, na Linha do Sueste (posteriormente renomeada para Ramal de Moura).
A ponte era originalmente apenas para comboios, tendo o tabuleiro sido alterado de forma a permitir o trânsito automóvel em 1926, no âmbito da Exposição Ibero-Americana de 1929, em Sevilha. Com efeito, previa-se que um grande número de estrangeiros chegassem a Portugal vindo dos navios de cruzeiro, e passariam por Beja a caminho de Sevilha, motivo pelo qual foram desenvolvidas as comunicações rodoviárias entre as duas cidades, tendo o jornal Porvir de 16 de Fevereiro de 1928 comentado que «se não fosse a exposição internacional de Sevilha, não diremos que tudo estaria na mesma, mas temos a certeza de que não se teria feito tanto e em tão pouco tempo».

### Declínio e encerramento
A utilização da ponte como via rodoviária tinha graves limitações, como a falta de capacidade para a procura, e as grandes restrições de carga impostos aos veículos, além que os acessos por estrada à ponte eram considerados muito perigosos, devido à presença de várias curvas apertadas de reduzida visibilidade. Esta situação gerava grandes problemas para as comunicações da região, constituindo um entrave ao seu desenvolvimento. Além disso, previa-se que a albufeira da Barragem da Rocha da Galé, cuja construção estava em planeamento, iria submergir a antiga ponte. Assim, a Junta Autónoma das Estradas começou a preparar a instalação de uma nova ponte apenas para uso automóvel, tendo os estudos preliminares de localização começado em 1959. A nova ponte já estava aberta ao trânsito em meados de 1977, tendo sido encerrado o trânsito rodoviário na antiga ponte. Em 1990, foram suspensos todos os serviços ferroviários no Ramal de Moura.
Em 2007, a operadora Rede Ferroviária Nacional lançou um concurso para a realização de obras de conservação nas fundações desta ponte.